# Julie Kagawa

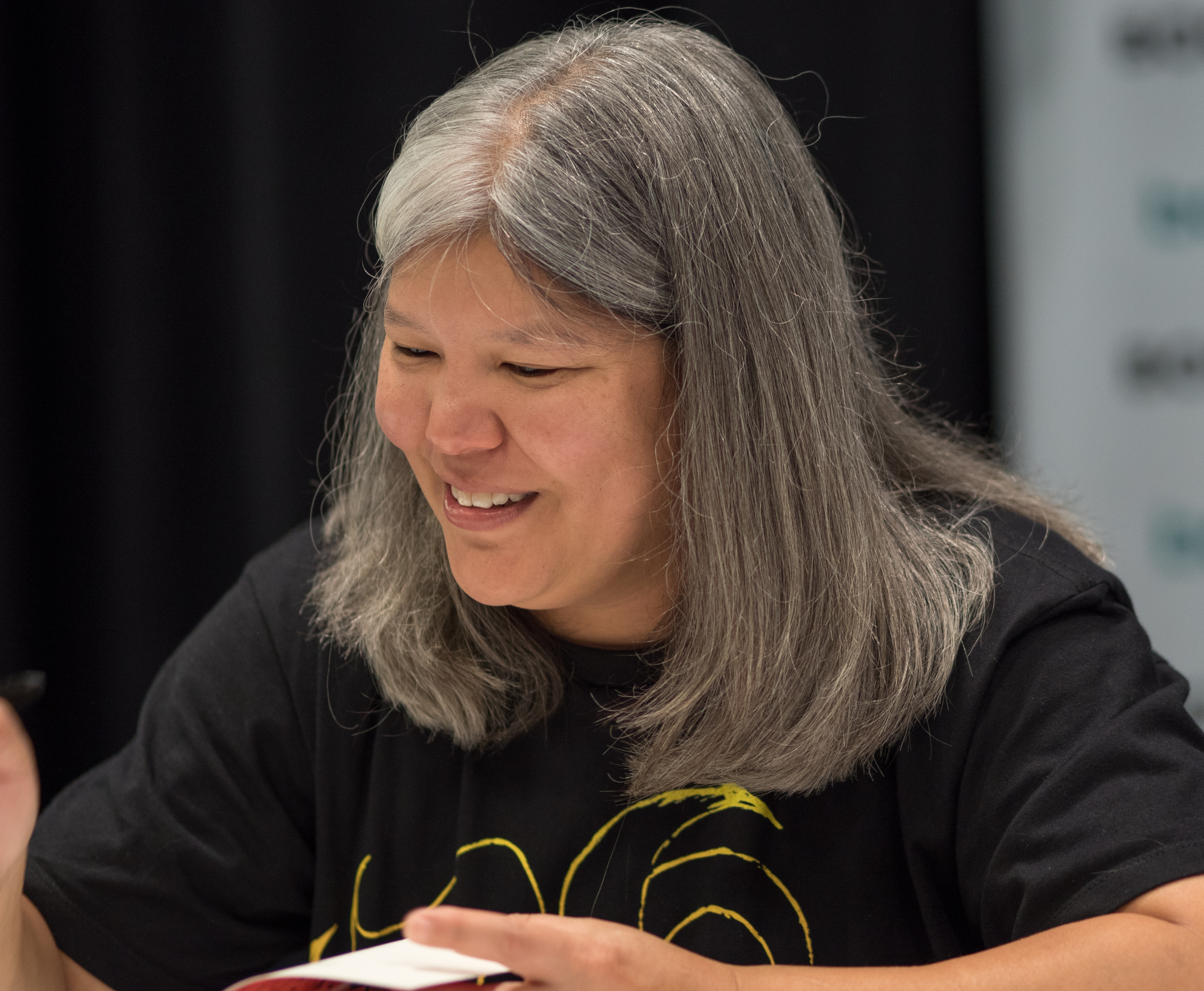
Julie Kagawa, 2018

Julie Kagawa (* 12. Oktober 1982 in Sacramento, Kalifornien) ist eine US-amerikanische Jugendbuchautorin. Bekannt wurde sie durch die Reihen Plötzlich Fee, Unsterblich und Talon.

## Leben
Als Kagawa neun Jahre alt war, zog sie mit ihrer Familie nach Hawaii um. Schon in der Schulzeit hat Kagawa sich für das Schreiben von Geschichten interessiert. Ihr Romandebüt feierte Kagawa im Februar 2010 mit ihrem ersten Buch Plötzlich Fee – Sommernacht (engl. Iron King – Iron Fey, Trilogy). Nach Abschluss dieser Reihe begann sie eine neue Reihe, die mit den Feenbüchern verflochten ist, die Plötzlich-Prinz-Reihe. Kagawa arbeitete zeitgleich an einer neuen Vampir-Reihe mit dem Titel Unsterblich. Die Talon-Reihe, deren erstes Buch am 5. Oktober 2015 auf Deutsch erschien, beschäftigt sich mit dem Thema Drachen.
Kagawa ist verheiratet und lebt in Louisville, Kentucky.

## Werke

### Plötzlich Fee (The Iron Fey)
- The Iron King, Harlequin Teen, New York 2010, ISBN 978-1-4268-4780-6
  - Sommernacht, Heyne, München 2011, Übersetzerin Charlotte Lungstrass-Kapfer, ISBN 978-3-453-26721-3
- The Iron Daughter, Harlequin Teen, New York 2010, ISBN 978-1-4268-6415-5
  - Winternacht, Heyne, München 2011, Übersetzerin Charlotte Lungstrass-Kapfer, ISBN 978-3-453-26722-0
- The Iron Queen, Harlequin Teen, New York 2011, ISBN 978-0-373-21018-3
  - Herbstnacht, Heyne, München 2012, Übersetzerin Charlotte Lungstrass-Kapfer, ISBN 978-3-453-26726-8
- The Iron Knight, Harlequin Teen, New York 2011, ISBN 978-0-373-21036-7
  - Frühlingsnacht, Heyne, München 2012, Übersetzerin Charlotte Lungstrass-Kapfer, ISBN 978-3-453-26727-5

### Plötzlich Prinz (Call of the Forgotten)
- The Lost Prince, Harlequin Teen, New York 2012, ISBN 978-0-373-21057-2
  - Das Erbe der Feen, Heyne, München 2014, Übersetzerin Charlotte Lungstrass-Kapfer, ISBN 978-3-453-26866-1
- The Iron Traitor, Harlequin Teen, New York 2013, ISBN 978-0-373-21091-6
  - Das Schicksal der Feen, Heyne, München 2014, Übersetzerin Charlotte Lungstrass-Kapfer, ISBN 978-3-453-26867-8
- The Iron Warrior, Harlequin Teen, New York 2015, ISBN 978-0-373-21135-7
  - Die Rache der Feen, Heyne, München 2016, Übersetzerin Charlotte Lungstrass-Kapfer, ISBN 978-3-453-26868-5

### Unsterblich (Blood of Eden)
- The Immortal Rules, Harlequin Teen, New York 2012, ISBN 978-0-373-21051-0
  - Tor der Dämmerung, Heyne, München 2013, Übersetzerin Charlotte Lungstrass-Kapfer, ISBN 978-3-453-26857-9
- The Eternity Cure, Harlequin Teen, New York 2013, ISBN 978-0-373-21069-5
  - Tor der Nacht, Heyne, München 2014, Übersetzerin Charlotte Lungstrass-Kapfer, ISBN 978-3-453-26869-2
- The Forever Song, Harlequin Teen, New York 2014, ISBN 978-0-373-21112-8
  - Tor der Ewigkeit, Heyne, München 2017, Übersetzerin Charlotte Lungstrass-Kapfer, ISBN 978-3453318151

### Talon (The Talon Saga)
- Talon, Harlequin Teen, New York 2014, ISBN 978-0-373-21139-5
  - Drachenzeit, Heyne, München 2015, Übersetzerin Charlotte Lungstrass-Kapfer, ISBN 978-3-453-26970-5
- Rogue, Harlequin Teen, New York 2015, ISBN 978-0-373-21146-3
  - Drachenherz, Heyne, München 2016, Übersetzerin Charlotte Lungstrass-Kapfer, ISBN 978-3-453-26971-2
- Soldier, Harlequin Teen, New York 2016, ISBN 978-0-373-21160-9
  - Drachennacht, Heyne, München 2016, Übersetzerin Charlotte Lungstrass-Kapfer, ISBN 978-3-453-26972-9
- Legion, Harlequin Teen, New York 2017, ISBN 978-0-373-21197-5
  - Drachenblut, Heyne, München 2017, Übersetzerin Charlotte Lungstrass-Kapfer, ISBN 978-3-453-26974-3
- Inferno, Harlequin Teen, New York 2017, ISBN 978-1-335-01726-0
  - Drachenschicksal, Heyne, München 2018, Übersetzerin Sabine Thiele, ISBN 978-3-453-26975-0

### Schatten (Shadow of the Fox)
- Shadow of the Fox, Harlequin Teen, New York 2018, ISBN 978-1-335-14516-1
  - Im Schatten des Fuchses, Heyne, München 2019, Übersetzerinnen Beate & Ute Brammertz, ISBN 978-3-453-27205-7
- Soul of the Sword, Inkyard Press, New York 2019, ISBN 978-1-335-18499-3
  - Im Schatten des Schwertes, Heyne, München 2019, Übersetzerin Beate Brammertz, ISBN 978-3-453-27206-4
- Night of the Dragon, Inkyard Press, New York 2019, ISBN 978-1-335-14678-6
  - Im Schatten des Drachen, Heyne, München 2020, Übersetzerin Beate Brammertz, ISBN 978-3-453-27276-7

### Plötzlich Rebell (The Iron Fey: Evenfall)
- The Iron Raven, Inkyard Press, New York 2021, ISBN 978-1-335-09176-5
  - Aufruhr in Nimmernie, Heyne, München 2021, Übersetzerin Charlotte Lungstrass-Kapfer, ISBN 978-3-453-32135-9
- The Iron Sword, Inkyard Press, New York 2022, ISBN 978-1-335-41864-7
  - Das eiserne Schwert, Heyne, München 2023, Übersetzerin Charlotte Lungstrass-Kapfer, ISBN 978-3-453-32180-9
- The Iron Vow, Inkyard Press, New York 2023, ISBN 978-1-335-45366-2